# Ухихар
Ухихар (на испански: Ugíjar) е населено място и община в Испания. Намира се в провинция Гранада, в състава на автономната област Андалусия. Общината влиза в състава на района (комарка) Алпухара Гранадина. Заема площ от 67 km². Населението му е 2681 души (по данни от 2010 г.). Разстоянието до административния център на провинцията е 120 km.